# Mirna Doris
Mirna Doris, właśc. Annunziata Chiarelli (ur. 28 września 1940 w Neapolu, Włochy, zm. 27 marca 2020 tamże) – włoska piosenkarka popularna w latach 60. i 70. Specjalizowała się w piosence neapolitańskiej. 2-krotna zwyciężczyni Festiwalu Piosenki Neapolitańskiej (1968 i1969). Aktorka teatralna, filmowa i telewizyjna.

## Życiorys
Annunziata („Nunziatina”) Chiarelli urodziła się w neapolitańskiej dzielnicy Marechiaro. Już jako dziecko lubiła śpiewać. Pierwsze kroki muzyczne stawiała w lokalnym studiu nagraniowym Phonotype Records.
Zadebiutowała razem z Ivą Zanicchi w 1962 roku w konkursie Voci Nove w Castrocaro Terme e Terra del Sole. Choć zajęła 8. miejsce (wygrała Eugenia Foligatti), to prasa zwróciła na nią uwagę określając ją terminem „dziewczyna z Marechiaro”. Wówczas postanowiła przyjąć obecny pseudonim artystyczny zapożyczając imię od amerykańskiej aktorki Myrny Loy; nazwisko Doris wymyśliła sama, ponieważ, jak stwierdziła, dobrze brzmiało. W 1963 roku zadebiutowała na Festiwalu Piosenki Neapolitańskiej, ale bez powodzenia.
Sukces odniosła dopiero w 1968 roku wygrywając Festiwal w parze z Tonym Astaritą z piosenką „Core spezzato” oraz w roku następnym z piosenką „Preghiera, 'a 'na mamma”, zaprezentowaną w parze z Aurelio Fierro. Tym samym ustanowiła rekord zwycięstw na Festiwalu Piosenki Neapolitańskiej w kategorii kobiet: 2 razy; rekord ten dzieli z Marią Paris, która również wygrała dwukrotnie, w 1955 i 1963 roku. W 1969 roku udała się w swoją pierwszą trasę koncertową do Ameryki spotykając się z owacyjnym przyjęciem w Nowym Jorku.
Dalsza jej kariera była typową karierą piosenkarską, na którą składały się występy na festiwalach (zwyciężyła w 4 z nich) oraz trasy koncertowe na całym świecie. Występowała w konkursie Canzonissima oraz w programach telewizyjnych Senza rete, Studio Uno i Domenica In. Była gościem programów telewizyjnych Paolo Limitiego. Zawsze podkreślała znaczenie, jakie ma dla niej wykonywanie piosenek neapolitańskich.
W sierpniu 2005 roku po serii koncertów w rodzinnym mieście artystka oświadczyła, że więcej w Neapolu nie wystąpi. Powodem były, jak stwierdziła, trudności biurokratyczne, z którymi musiała się zmagać zabiegając o zorganizowanie swoich występów.
Powróciła jednak po latach dając 26 maja 2012 roku w neapolitańskim Teatro Trianon recital zatytułowany Maggio si’ tu!, na który złożyły się jej największe przeboje, w tym obie zwycięskie piosenki z Festiwalu Piosenki Neapolitańskiej, a także klasyki gatunku: „Serenata napulitana”, „Tutt’ ‘e ssere”, „Bammenella ‘e ‘ncopp’ ‘e Quartiere”, „L’urdema tarantella”, „Malafemmena” i inne.